# ولدانبورگ، سوئیس
شهر ولدانبورگ  در بخش ولدانبورگ در  ایالت بزل‌کونتریدر کشور سوئیس  واقع شده‌است که  ۱٬۲۰۰  نفر  جمعیت دارد.

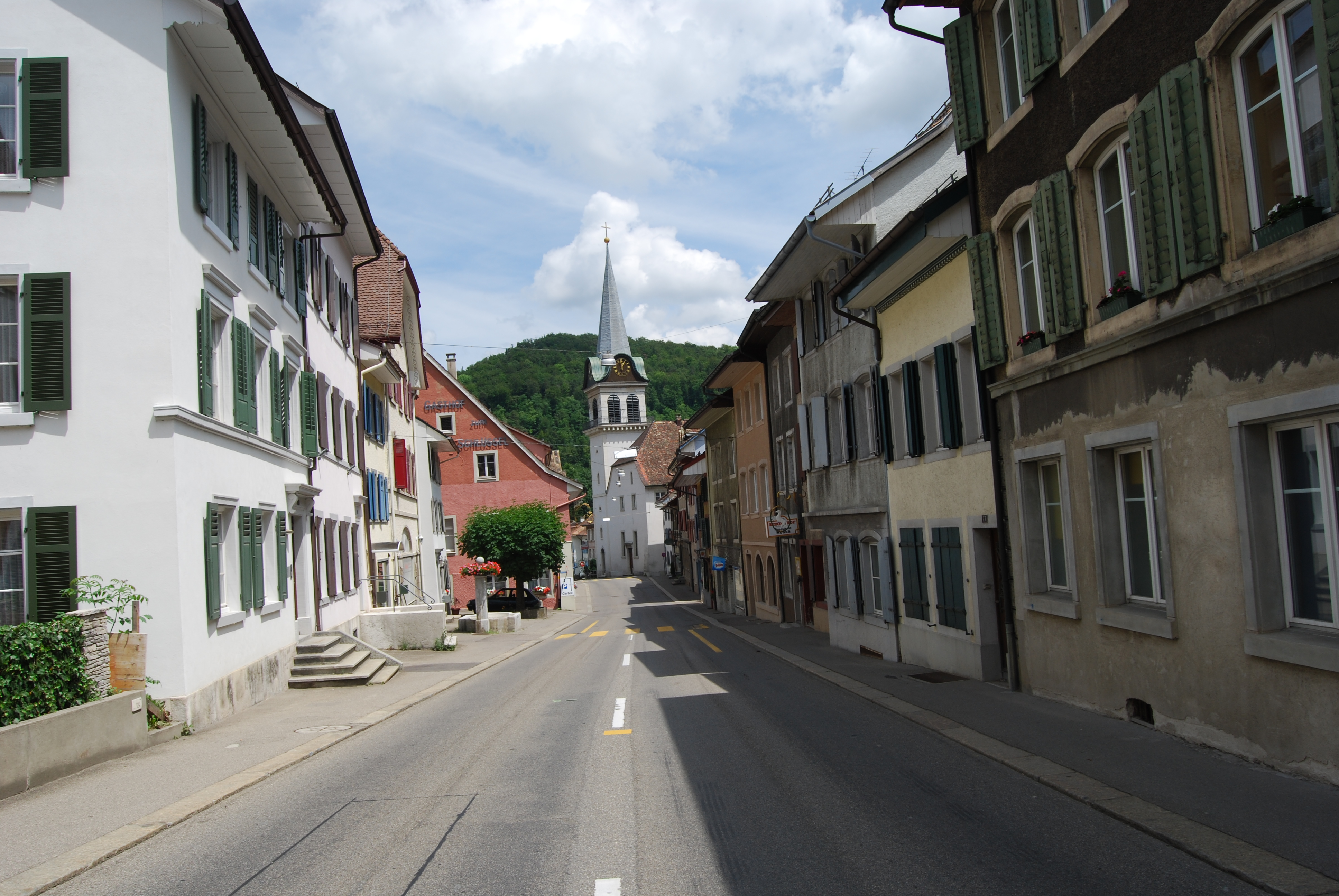
ولدانبورگ